# Mascaras, Gers
 Mascaras  là một xã thuộc tỉnh Gers trong vùng Occitanie tây nam nước Pháp. Xã này có độ cao trung bình 102 mét trên mực nước biển.